# Тарвизио
Тарвизио (итал. Tarvisio, фриул. Tarvis, словен. Trbiž) — коммуна в Италии, в провинции Удине, расположенной в северо-восточной части региона Фриули-Венеция-Джулия.
Почтовый индекс — 33018. Телефонный код — 0428.
Покровителями коммуны почитаются святые апостолы Пётр и Павел, празднование 29 июня.

## География
Коммуна занимает площадь 205,59 км². Расположена между Карнийскими Альпами на севере и Юлийскими Альпами на юге, вблизи границ с Австрией и Словенией.

## Демография
Население Тарвизио по данным на 2011 год составляет 4597 человек; плотность населения составляет 22,36 чел/км². До 1918 года население Тарвизио и прилегающих территорий было преимущественно немецко- и словеноязычным. Сегодня большая часть населения говорит на итальянском, однако имеются значительные немецко- и словеноязычные меньшинства.
Динамика населения:

## Администрация коммуны
- Официальный сайт: http://www.comuneditarvisio.com

## Галерея

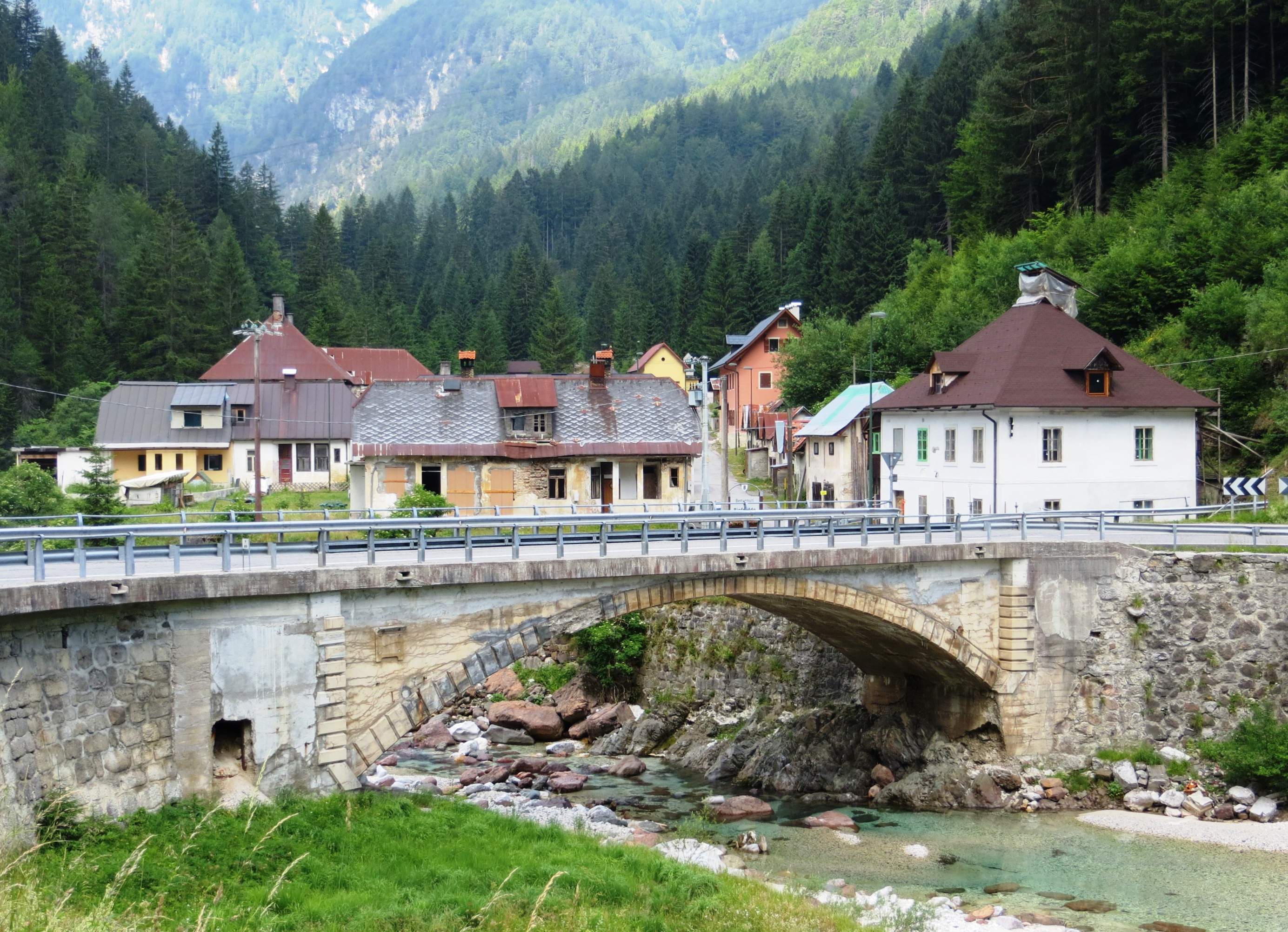
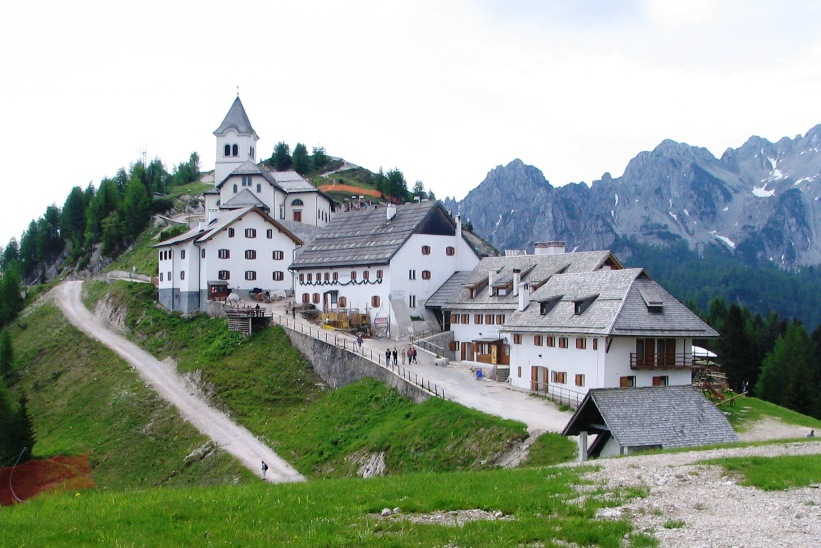
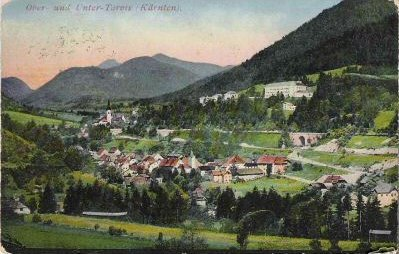
Cartolina ritraente la cittadina nel 1915
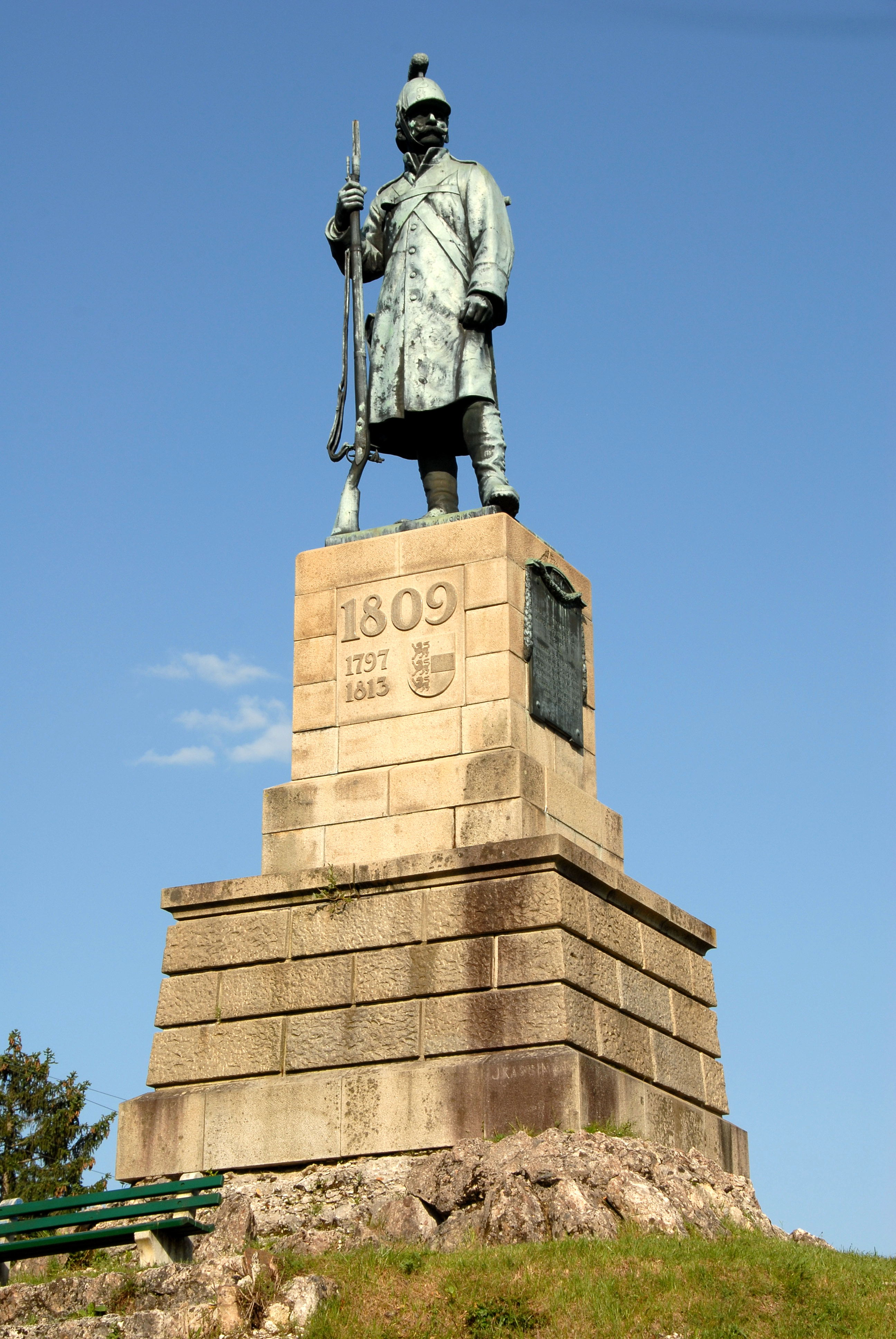
Il monumento al granatiere austriaco
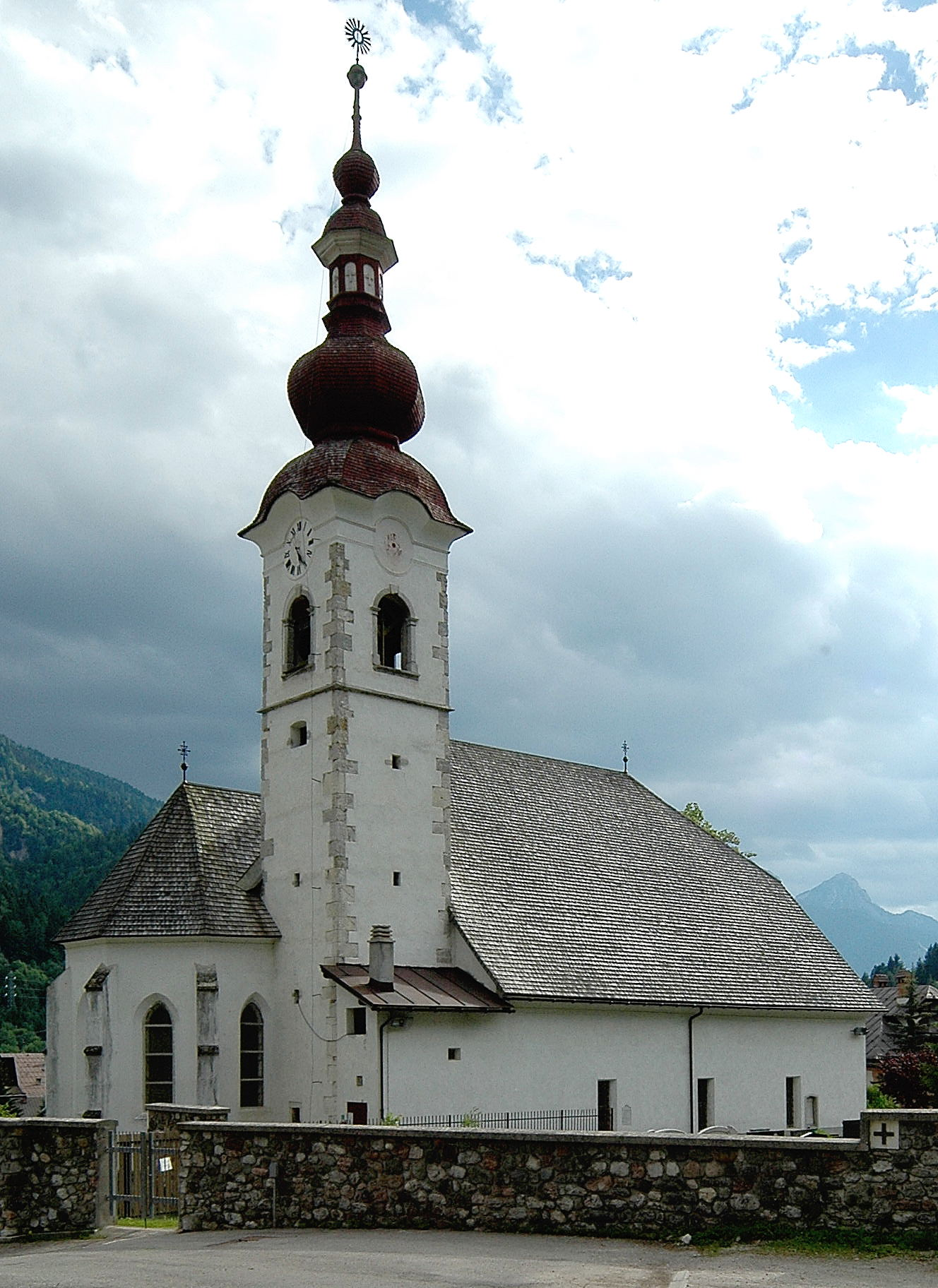
La chiesa di Camporosso
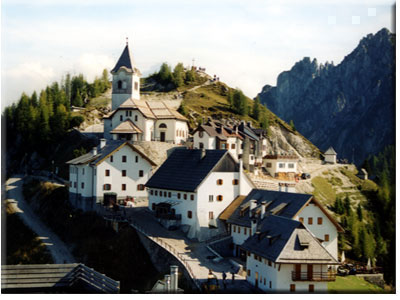
Il Monte Lussari
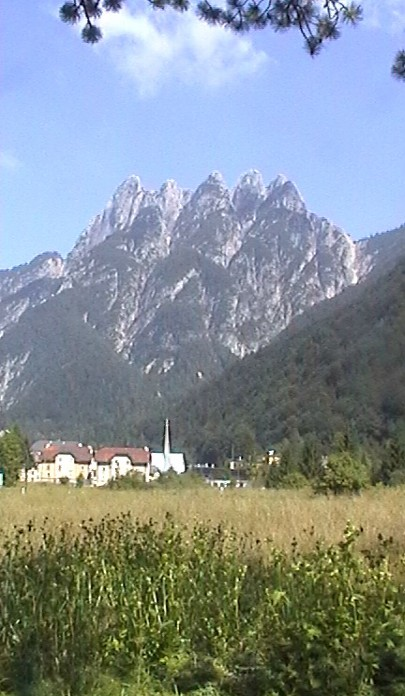
Le cinque punte nel 2005
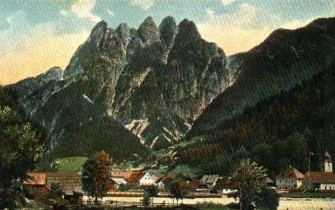
Le cinque punte nel 1915
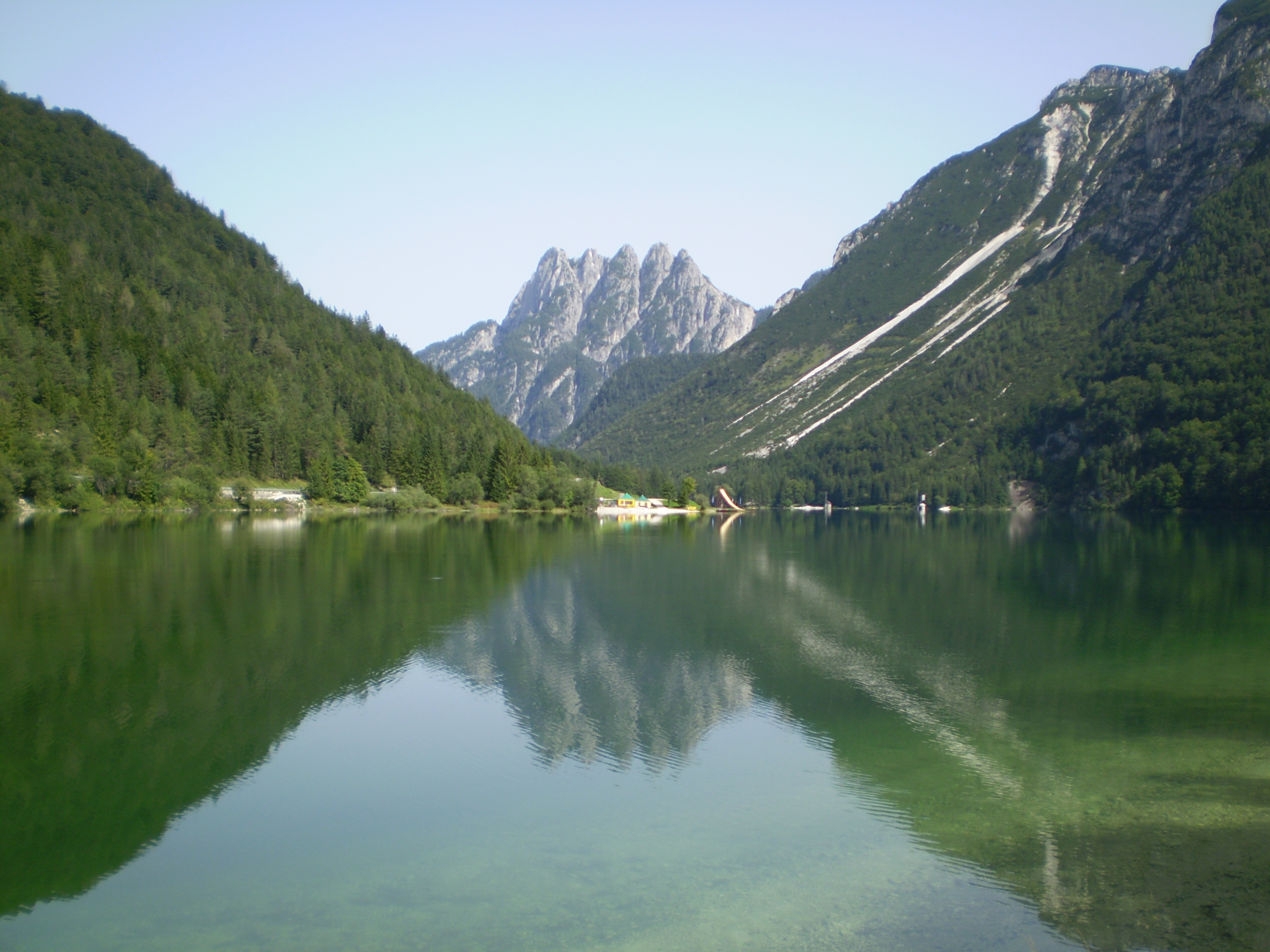
Il lago del Predil e le Cinque Punte
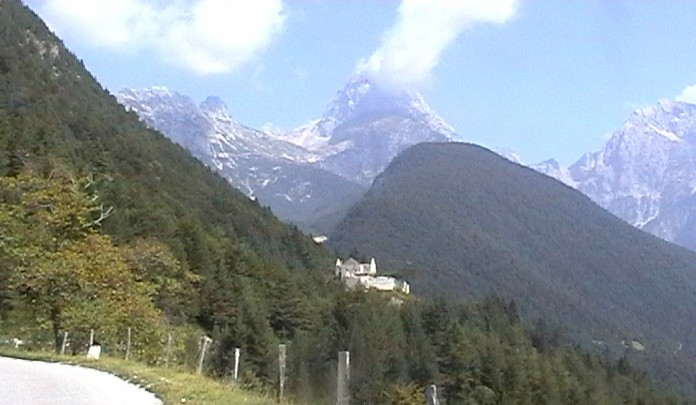
Il passo del Predil
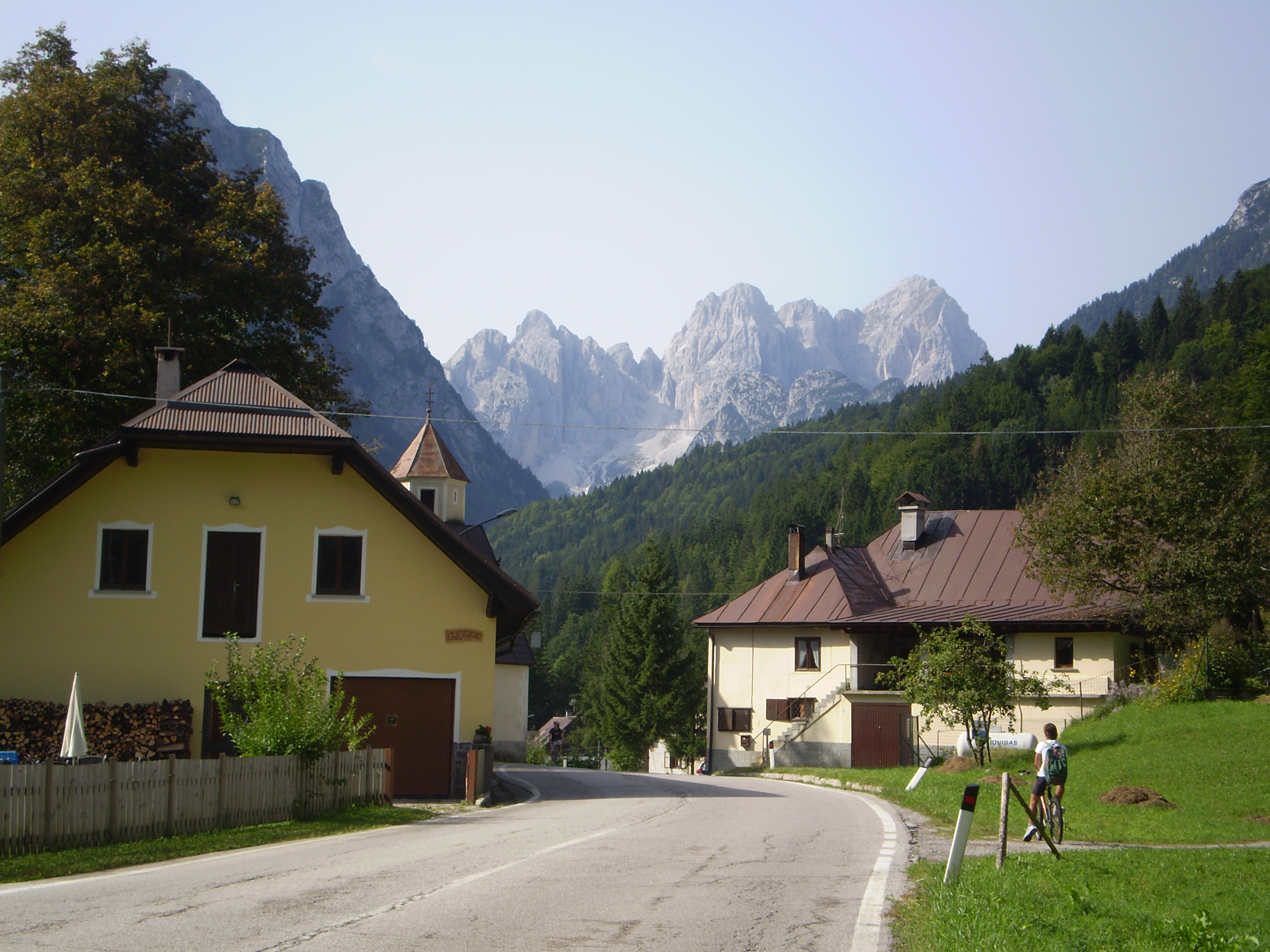
La località Plezzut